# Agència EFE
L'Agència EFE és una agència de comunicació i un servei de notícies fundada l'any 1939 a Burgos (Espanya). Ramón Serrano Suñer, ministre d'Interior d'aquell moment, va impulsar la creació de l'agència, on també van participar activament José Antonio Giménez-Arnau y Gran, Manuel Aznar Zubigaray i Vicente Gállego Castro. Segons Serrano Suñer EFE es refereix a la inicial de la Falange.
L'Agència EFE és una societat anònima de la qual l'estat Espanyol és el principal accionista i és el principal proveïdor de serveis informatius per als mitjans de comunicació, tant en premsa escrita, com en ràdio, televisió i internet, en els països de parla castellana. Opera 24 hores al dia des de, com a mínim, 180 ciutats de 110 països i amb quatre taules d'edició a Madrid, Bogotà, el Caire (en àrab) i Rio de Janeiro (en portuguès). Va ser la primera agència espanyola en tenir delegacions a totes les comunitats i ciutats autonòmiques espanyoles, contribuint a la vertebració informativa del territori nacional.
És la primera en llengua castellana i la quarta més important del món. Arriba a tots els Països Catalans i va néixer al final de la Guerra Civil, quan el bàndol franquista va absorbir la seva precursora: l'agència Fabra, nascuda el 1919. Fabra era la successora d'una altra agència de notícies espanyola, el Centre de Corresponsals, amb uns orígens que es remuntaven al 1865. Fins al 1870 aquesta agència havia depès de la francesa Havas. Tant Fabra com el Centre de Corresponsals foren creades pel periodista català Nil Maria Fabra, pioner a l'estat espanyol en el desenvolupament d'aquests organismes periodístics, que fan d'intermediaris entre les notícies i els mitjans de comunicació.
El Govern espanyol és l'accionista majoritari d'Efe. Compta amb 3.000 periodistes que treballen a 120 països per a 2.000 clients. Efe difon tres milions de notícies anuals en castellà, català, portuguès, anglès, àrab i gallec. Des del 3 de juliol del 1989 emet notícies en català regularment. En el passat, des del 1978 fins al 1984, ja ho havia fet, però la difusió en llengua catalana va quedar interrompuda durant cinc anys.

## Generalitats
El servei de notícies en portuguès es va crear per a Brasil l'any 2001 i el 2006 van llençar el servei de notícies en àrab, amb seu a Egipte, i la Agenda Digital Mundial, que recull les convocatòries de qualsevol acte que està previst que es produeixi als llocs on EFE té delegacions.
Des de la seva xarxa mundial de delegacions i corresponsals ofereix la visió hispana del món en espanyol, portuguès, anglès, àrab, català i gallec. A Espanya compta amb delegacions a les capitals de les 17 comunitats autònomes, a més de Ceuta i Melilla, i subdelegacions en altres ciutats espanyoles.
Més del quaranta per cent de la informació internacional d'agències publicada a Amèrica Llatina o Iberoamèrica és d'EFE, que disposa de 884 clients.
L'arxiu gràfic d'aquesta agència de notícies emmagatzema 13 milions de documents en plaques de vidre, negatius i diapositives. Amb 2,5 milions de fotografies des de finals del segle xix fins a l'actualitat, la Fototeca d'EFE és la porta d'entrada a l'arxiu gràfic més gran del món de parla espanyola. Un material que incorpora més de mil fotografies noves cada dia.
El seu arxiu de text (EFE Data) constitueix la base de dades d'informació periodística, biografies i documents en espanyol més extensa. Una memòria intel·ligent amb més d'11 milions d'arxius i que té en els seus plans disposar d'una versió per a Amèrica i una altra empresarial.
La vidioteca d'EFE conté 15.000 cintes de video que emmagatzemen imatges i programes des de 1989.
EFE i el BBVA patrocinen des del febrer de 2005 la Fundación del Español Urgente (Fundéu BBVA), una institució que ajuda al bon ús de l'espanyol als mitjans de comunicació.
Compta amb una secció específica per a informació ambiental des del 1992. En aquest camp, l'any 2007 llençà les Beques d'Especialització en Periodisme Ambiental Autonòmic, una iniciativa liderada des de la Delegació de Galícia per a especialitzar a deu joves periodistes en aquest camp informatiu. Un any després - 2008- en col·laboració amb la Fundación Biodiversidad, duplica el programa amb la convocatòria de 20 beques a tot Espanya.
El novembre del 2009 va presentar el projecte EFEverde al Congrès Internacional de Periodisme Ambiental de Sevilla. Efeverde, la plataforma global de periodisme ambiental, va engegar-se el gener de 2010 per a la generació i difusió de continguts periodístics de medi ambient tant en mitjans tradicionals com a través d'Internet i les xarxes socials.
El febrer de 2012 llença la seva primera aplicació específica per a iPad i, posteriorment, aplicacions per a mòbils iPhone i Android. El març del mateix any, el consell d'administració de SEPI va escollir el periodista de Màlaga José Antonio Vera en substitució d'Alex Grijelmo.

## Història

### Antecedents
Els orígens de l'agència estan en el "Centre de Corresponsals" que, l'any 1865, es va convertir en la primera agència de notícies espanyola. El seu fundador va ser el periodista Nil Maria Fabra i Delàs. El 1870 es va signar un acord de cooperació amb l'agència francesa Havas. Mitjançant aquest acord, el "Centre de Corresponsals" es reservava els drets de distribució a Espanya de les notícies internacionals d'Havas.
El 1919 Havas va entrar a formar part de l'accionariat del "Centre de Corresponsals" que va passar a anomenar-se "Agència Fabra". Havas es va retirar de l'accionariat el 1926 al mateix temps que entraven en la societat el Banc Central, el Santander i l'Hispano-Americano.

### Naixement i primers anys
L'Agència EFE fou creada el 1939 al dissoldre's l'Agència Fabra per ordre de Ramón Serrano Súñer i Manuel Aznar Zubigaray. Segons el mateix Ramón Serrano Súñer el nom d'EFE era motivat per la inicial del partit únic franquista Falange Española y de las Jons.
El 3 de gener de 1939, Celedonio de Noriega Ruiz, marques de Torrehoyos, militar, i Luis Amato de Ibarrola, periodista, els dos representants legals de l'Agència Fabra van declarar davant del notari José María Horteladon que "tienen convenido constituir una sociedad mercantil de carácter anónimo, con la denominación de Agencia EFE S.A". L'Agència Fabra, que va aportar els seus drets i el seu nom. D'aquesta manera, la nova agència va poder ser admesa al Club de les Agències Aliades, constituït en aquell moment per unes trenta agències i en els seus estatus figurava que només una agència per país podia ser membre de l'associació. A més de les accions de l'Agència Fabra, a la nova agència es van incorporar elements tècnics i humans de les desaparegudes Agencias Faro y Febus.

### Anys 60, 70 i 80: internacionalització
L'any 1965 es va obrir a Buenos Aires la primera corresponsalia d'EFE a Amèrica i l'any següent va començar el servei informatiu exterior d'EFE per a la seva distribució a Iberoamèrica i s'obren delegacions en tots els països americans.
El 1967 Miquel Mateu i Pla serà president d'EFE, el setembre de l'any següent passarà a ser president Manuel Aznar i el 1969 es va nombrar a Alejando Armesto com a director-gerent.
L'any 1968 EFE va adquirir l'agència Fiel i el 1969 va iniciar petits serveis informatius en anglès i francès.
El 1972 EFE es va aliar amb diversos mitjans de comunicació de Centreamèrica per crear l'Agència Centreamericana de Notícies (ACAN), amb seu a Panamà. La seva expansió per Amèrica va portar que el 1979 va ingressar com a membre de ple dret a la Societat Interamericana de Premsa.
El febrer del 1976, José María Alfaro Polanco és nomenat president d'EFE i al setembre la presidència va ser asumida per Luis María Ansón, que també serà director general. Aquell mateix any es va editar el primer manual d'estil de l'Agència EFE per a la redacció homogènia dels serveis informatius de tot el món, sota la direcció i assessorament del professor i acadèmic Fernando Lázaro Carreter.
El 1977 EFE va traslladar la seva seu central al nº32 del carrer Espronceda. Aquell mateix any tots els serveis informatius de l'agència passen a utilitzar la denominació EFE, que fins llavors es reservava a la informació internacional i, per tant, les firmes Cifra, Cifra-Gráfica i Alfil van desaparèixer.
El 1977 també es van crear els Premis EFE de Periodisme, que l'any 1983 van ser substituïts pels Premis Rei d'Espanya.
L'any 1981, EFE i l'Institut de Cooperació Iberoamericana van crear el Departament de l'Espanyol Urgent (DEU) amb la participació de filòlegs i destacats acadèmics de la llengua, amb la missió de vetllar per l'ús correcte de l'espanyol als seus serveis informatius.
El 1983 el periodista Ricardo Utrilla va ser nomenat president i director general i es va firmar un acord amb l'agència nord-americana UPI per a impulsar el departament de ràdio. També es van crear els serveis "Grandes Firmas" i "Crónicas Fin de Siglo" per a distribuir a Espanya i Hispanoamèrica articles de destacats intel·lectuals.
El 1984 EFE es va unir formalment a la European Pressphoto Agency (EPA), la primera agència de telefotografia europea, amb un 20% del capital de la societat.
El 1986 EFE canvia de logotip, i el periodista Alfonso Sobrado Palomares és nombrat president-director general.
L'any 1988 es va iniciar el servei EFE Data, el primer banc de dades de notícies en espanyol, i el març d'aquell mateix any es va crear la Fundació EFE per fomentar la investigació, el desenvolupament i l'estudi de la informació i de la seva tecnologia, així com la concessió de beques formatives per alumnes en qualsevol rama de les Ciències de la informació. El 1989 EFE va començar a distribuir els seus serveis informàtics als seus clients per satèl·lits.
El 1989 se celebra el 50è aniversari de l'agència EFE amb una exposició gràfica itinerant anomenada Efemèrides, amb fons de l'arxiu i l'Associació de la Premsa de Madrid va concedir a EFE el Premi Rodríguez Santamaría pel seu treball. Aquell mateix estiu, el 3 de juliol, es creà la secció de l'agència destinada a cobrir notícies en català: oferia una seixantena de notícies i un publireportatge diàriament a un total de 45 mitjans —en els seus primers dos anys d'existència publicà fins a 20.000 notícies.

### Anys 90, 2000 i 2010: noves tecnologies i diversificació
Es van començar a crear filials per temes específics. El 1990 es creen les filials Efeagro i Efecom, el 1984 es crea Euroefe i el 2010 Efeverde. L'any 2013 es llencen Efefuturo, Efesalud, Efe-empresas, Efemotor i Efetur.
D'aquestes filials s'ha de destacar Efeverde. El 2009 la Fundación EFE rep el premi Vía Apia a la transparència informativa pels programes de periodisme ambiental realitzats durant aquella dècada. Aquell mateix any, Efeverde va editar la Guia per a periodistes sobre canvi climàtic i negociació internacional i llença les pàgines d'Efeverde a Facebook i Twitter, pioners de l'agència en xarxes socials. L'any 2011 es llencen les aplicacions gratuïtes d'Efeverde per a dispositius mòbils amb sistema operatiu Android, per a IPhone i la seva primera aplicació específica per a iPad.
També es van crear premis. El 1990 es va donar el primer Premi Pilota de Plata al millor futbolista iberoamericà i el 1998 crea, juntament amb Unicef, els Premis Iberoamericans de Comunicació pels Drets de la infància i l'adolescència. El 2004 es crea el Premi Don Quijote de Periodisme, que s'entrega al mateix moment que el Premio Rey de España.
L'any 1991 es van iniciar les emissions oficials de Teletext.
El 1995 li fou atorgat el Premi Príncep d'Astúries de Comunicació i Humanitats, juntament amb José Luis López Aranguren.
L'any 1998 va començar a funcionar la fototeca de l'agència com un arxiu fotogràfic digital. L'any 2000 es va iniciar la comercialització i digitalització d'arxius gràfics i de premsa i es crea la intranet "Entre Nosotros". El 2003 es va posar en marxa el Servei Gràfic Internacional (SGI) en aliança amb EPA i s'inaugura a Madrid la Unitat de Coordinació Multimèdia.
L'any 2001 va llançar un servei en portuguès per a Brasil. D'aquesta manera, EFE deixa de dependre del Patrimoni de l'Estat i queda adscrita a la Sociedad Estatal de Participaciones Industriales (SEPI).
El 2004 Álex Grijelmo és nombrat president d'EFE, el periodista de l'agència Arturo Larena va guanyar el Premi Nacional de Medi Ambient en la modalitat de periodisme. Es firma per primer cop un conveni col·lectiu plurianual (2005-2006-2007). Aquell mateix any, la filial ACAN-EFE (el servei de Centreamèrica) es va integrar a EFE.
El 2006 EFE canvia de logotip i, per votació dels periodistes de la casa, es va aprovar el primer Estatut de la Redacció d'EFE. També es va posar en funcionament el Servei de Notícies en Àrab, amb seu a Egipte i un nou producte informatiu, l'Agenda Digital Mundial, que recull les convocatòries de qualsevol acte que està previst que es produeixi en aquells llocs on EFE compta amb delegacions.
L'any 2007 es trasllada de Miami a Bogotà la Taula d'Edició, que es converteix en la Cibertaula d'Amèrica, destinada a la integració productes.
El 2008 es posa en marxa, des de Santiago de Compostel·la, el servei de notícies EFE-Galícia en llengua gallega.
El nou llibre d'estil urgent es presenta el 2011 i, el gener del 2012, EFE va presentar la seva guia per a periodistes a les xarxes socials. El mes següent, es va presentar l'àrea de futur per impulsar la informació científica i tecnològica.
El març del 2012, el periodista Jose Antonio Vera Gil va ser nomenat nou president d'EFE, en substitució d'Àlex Grijelmo.
L'any 2014 l'agència es va moure a una nova seu, inaugurada pels Prínceps d'Astúries, al nord de Madrid, a l'avinguda de Burgos.
L'any 2014 va celebrar els seus 75 anys amb una exposició al Palau Robert de Barcelona. En aquesta exposició s'hi van exposar les imatges més emblemàtiques de bona part del segle XX i XXI, fetes pels seus professionals.
Avui en dia, EFE compta amb més de 60 delegacions i corresponsalies internacionals i manté relacions informatives amb més d'un miler d'abonats i amb mig centenar d'altres agències de notícies d'arreu del món. A Espanya compta amb 17 serveis regionals de notícies a cadascuna de les Comunitats Autònomes, així com en les dues ciutats autònomes, a més de diversos serveis provincials.

## El Departament d'Espanyol Urgent
L'any 1980 es creà el Departament d'Espanyol Urgent per a conjuminar criteris i normes, així com evitar la dispersió lingüística i l'ús indiscriminat de neologismes en la llengua castellana. El departament està integrat per lingüistes i filòlegs juntament amb el Consell Assessor d'Estil integrat per membres de la RAE, catedràtics de Filologia i periodistes. La seva eina principal és el Manual d'Espanyol Urgent (MEU), el manual d'estil de l'Agència EFE, el qual constitueix un manual d'ús del castellà de gran popularitat, i que va començar a publicar-se el 1976. L'any 2005 es va constituir en la FUNDEU (Fundació d'Espanyol Urgent).